# メナジオン
メナジオン(Menadione)は合成ビタミンKであり、サプリメントとして用いられていた。1,4-ナフトキノンの2位をメチル基で置換した構造である。

## 用語
3位の側鎖がないため、ビタミンKの全機能を持つわけではないが、ビタミンK3と呼ばれている。アルキル化されることでビタミンK2(メナキノン)となることから、プロビタミンに分類するのが適当である。
メナフトン(menaphthone)としても知られる。

## 用途
ビタミンKの前駆体ではあるが、先進国ではサプリメントとしては用いられない。発展途上国では入手可能な場合もある。グルコース6リン酸脱水素酵素欠損症患者に溶血性貧血・核黄疸・高ビリルビン血症などの副作用を起こし、大量摂取により健常な幼児にも同じような症状を起こす。米国ではFDAによりサプリメントとしての使用が禁止されている。
だが多くの国では、家畜用の安価なビタミンK源として少用量で用いられている。先進国でもペットフードに添加されることがある。
低プロトロンビン血症の治療にも用いられる。

### 研究中の用途
1947年から抗癌剤として実験的に使用されている。近年、ビタミンCと組み合わせることで前立腺癌を治療する研究が行われている。
また、エルロチニブ・セツキシマブなどの上皮成長因子受容体阻害剤による皮膚障害を軽減するため、メナジオンの塗り薬が開発された。